# Nie ma jak pompa
Nie ma jak pompa – utwór muzyczny z 1977 roku, wykonywany przez polską piosenkarkę popową Marylę Rodowicz. Został skomponowany przez Jacka Mikułę, a autorką jego tekstu jest Agnieszka Osiecka. W 1978 ukazał się na siódmym albumie studyjnym Rodowicz, Wsiąść do pociągu.
W 2025 Rodowicz wydała nową wersję utworu, nagraną w duecie z Ralphem Kaminskim na planowany album Niech żyje bal.

## Historia utworu
Utwór został skomponowany przez Jacka Mikułę do tekstu Agnieszki Osieckiej. Powstał w domu Mikuły w Zabrzu. 23 czerwca 1977 Maryla Rodowicz wykonała go podczas koncertu Nastroje, nas troje na XV Krajowym Festiwal Piosenki Polskiej w Opolu. W sierpniu 1977 zaprezentowała go pozakonkursowo podczas I Międzynarodowego Festiwalu Interwizji w Sopocie.
Pierwsze studyjne nagranie utworu z 1977, zrealizowane z zespołem Chałturnik pod kierownictwem Jana Ptaszyna Wróblewskiego, zostało po raz pierwszy wydane w 1996 na kompilacji Antologia 2. Kolejne nagranie, zrealizowane w czerwcu 1978 z orkiestrą pod dyrekcją Mikuły, znalazło się na albumie studyjnym Wsiąść do pociągu (1978). W 2002 Rodowicz nagrała piosenkę na nowo na potrzeby albumu Życie ładna rzecz, jako hołd dla Osieckiej.

## Wersja z Ralphem Kaminskim
W 2024 Rodowicz zapowiedziała wydanie albumu Niech żyje bal z nowymi wersjami swoich piosenek, nagranymi w duetach. Jednym z artystów, których zaprosiła do współpracy, był Ralph Kaminski. Artysta wahał się między dwoma utworami, spośród których wybrał „Nie ma jak pompa”.
Nagranie w duecie ukazało się 23 maja 2025 nakładem Warner Music Poland jako piąty singel zapowiadający album. Dzień później artyści wykonali wspólnie utwór podczas koncertu Gdzie się podziały tamte prywatki? na Polsat Hit Festiwalu 2025 w Sopocie, emitowanym przez Polsat.

### Personel
Opracowano na podstawie danych w serwisie YouTube.
- Maryla Rodowicz – śpiew
- Ralph Kaminski – śpiew, produkcja muzyczna
- Wiktoria Bialic – perkusja
- Justyna Czarnota – wokal wspierający
- Wiktor Gabor – wokal wspierający
- Andrzej Izdebski – miksowanie, mastering
- Marcin Kuczewski – aranżacja instrumentów smyczkowych
- Magdalena Laskowska – skrzypce
- Michał Pepol – wiolonczela
- Wawrzyniec Topa – gitara basowa
- Bartłomiej Wąsik – pianino